# Petrowskaja (Krasnodar)
Petrowskaja (russisch Петро́вская) ist eine Staniza in der Region Krasnodar in Russland mit 13.554 Einwohnern (Stand 14. Oktober 2010).

## Geographie
Der Ort liegt etwa 90 km Luftlinie nordwestlich des Regionsverwaltungszentrums Krasnodar im Mündungsdelta des Kuban, einige Kilometer westlich des rechten Mündungsarmes Protoka.
Petrowskaja gehört zum Rajon Slawjanski und befindet sich gut 20 km nordwestlich von dessen Verwaltungszentrum Slawjansk-na-Kubani. Die Staniza ist Sitz der Landgemeinde Petrowskoje selskoje posselenije, zu der außerdem der Weiler (chutor) Wodny (etwa 8 km östlich) gehört.

## Geschichte
Der Ort wurde 1823 als kosakische Kurinsiedlung gegründet und erhielt 1842 den Status einer Staniza. Die Staniza gehörte zunächst zur Abteilung (otdel) Temrjuk der Oblast Kuban, ab 1924 zum Slawjanski rajon. Von 1934 bis 1953 war sie Verwaltungssitz eines eigenständigen, nach ihr benannten Rajons.

### Bevölkerungsentwicklung
| Jahr | Einwohner |
| ---- | --------- |
| 1939 | 10.722    |
| 1959 | 10.161    |
| 1979 | 11.111    |
| 2002 | 13.170    |
| 2010 | 13.554    |

Anmerkung: Volkszählungsdaten

## Verkehr
Die Staniza liegt an der Regionalstraße 03N-432, die von Slawjansk kommend weiter zum Dorf Atschujewo führt, etwa 35 km nordnordwestlich von Petrowskaja unweit der Mündung der Protoka in das Asowsche Meer gelegen. In Petrowskaja zweigen mehrere weitere Regionalstraßen ab, so die 03N-433 zur westlich gelegenen Staniza Tschernojerikowskaja.
Die nächstgelegene Bahnstation befindet sich in Slawjansk an der Strecke Timaschewskaja – Krymskaja.